# Durant les travaux, l'exposition continue…
Durant les travaux, l'exposition continue… est une série de bande Dessinée scénarisée par Midam, coscénarisée et dessinée par Clarke, parue aux éditions Dupuis dans la collection Humour Libre.

## Concept
La série est constituée de gags absurdes et étranges en une planche.
Les deux premiers tomes ont la particularité de présenter des personnages qui portent tous des lunettes. Les différents gags ne sont pas liés entre eux, que ce soit par leurs situations ou leurs personnages. Quelques protagonistes ou situations de départ reviennent toutefois à plusieurs reprises comme les gags montrant un amnésique chronique se réveillant à côté d'un dictaphone qui contient un message et ceux du professeur Jenkins.
Le troisième tome tourne en dérision les croyances, qu'elles soient religieuses ou ésotériques. Les personnages récurrents de deux premiers opus n'y apparaissent pas, mis à part un gag avec les professeurs Médard et Jenkins. On y retrouve souvent un personnage ressemblant au scénariste de la série, Midam, et s'appelant Michel comme lui.

## Historique
Les trois albums sont édités en 1998, 1999  et 2000. Ils seront réédités en 2009 dans la collection Tout Public des éditions Dupuis sous le nom de Histoires à lunettes.

## Publication

### Albums
- Durant les travaux, l'exposition continue…, Dupuis :

1. Histoires à lunettes, 1998
2. Le retour des histoires à lunettes, 1999.
3. Crises de foi, 2000[2].